# Wülfershausen an der Saale
Wülfershausen an der Saale är en kommun och ort i Landkreis Rhön-Grabfeld i Regierungsbezirk Unterfranken i förbundslandet Bayern i Tyskland.
Kommunen ingår i kommunalförbundet Saal an der Saale tillsammans med köpingen Saal an der Saale och kommunen Großeibstadt.